# Zapadnojužnoslavenski jezici
Zapadnojužnoslavenski jezici, jedan od dva ogranka južnoslavenskih jezika, drugi je istočni, koji se govore na prostorima bivše Jugoslavije, u Bosni i Hercegovini, Hrvatskoj, Sloveniji, Srbiji i Crnoj Gori. Obuhvaća 4 jezikoslovno priznata jezika, i jedan (crnogorski) koji čeka svoj kodni naziv. Predstavbnici su:
1. bošnjački jezik, s oko 2 milijuna govornika
2. hrvatski jezik, s oko 6,2 milijuna govornika
3. slovenski jezik, s oko 2,1 milijun govornika
4. srpski jezik, s oko 8,5 mijuna govornika

U međunarodnom jezikoslovlju južnoslavenski jezici dijele se na nekoliko kriterija. Među njima valja spomenuti tri kriterija. Prvi kriterij je južnoslavenski dijalektni kontinuum koji se prema srodnosti dijeli u tri skupine; a). slovenski jezik, b). srednjojužnoslavenski dijasustav; koji obuhvaća (hrvatski, bošnjački, crnogorski i srpski), c). bugarsko-makedonski dijasustav; koji obuhvaća (bugarski, makedonski i crkvenoslavenski).  Drugi kriterij je podjela južnoslavenskih jezika na kulturno-jezične skupine; a) katoličke jezike; (hrvatski i slovenski), pravoslavne jezike; (bugarski, makedonski, srpski i crnogorski) i muslimanske jezike; (bošnjački i goranski). Prema trećem i najrelevantnijem kriteriju koji preovladava među jezikoslovcima je podjela južnoslavenskih jezika prema strukturi, prema tom kriteriju južnoslavenski jezici dijele se u dvije osnovne skupine;